# Наум Агатоникийски
Наум е български духовник, агатоникийски епископ на Българската православна църква (1982 – 2005).

## Биография
Роден е на 24 юли 1926 година в град Варна със светското име Никола Илиев Шотлев. Остава рано сирак и в 1942 година постъпва като послушник в Бачковската света обител. На 27 септември 1942 година игуменът архимандрит Пимен го подстригва в монашество по името Наум. В 1944 година в Бачково завърщва основно образование. От 1945 година учи в Пловдивската духовна семинария, която завършва през 1950 година. На 19 май 1950 година ректорът на Софийската духовна семинария епископ Тихон Смоленски го ръкополата в йеродяконски чин в храма на семинарията „Свети Йоан Рилски“. От 1950 година йеродякон Наум започва да учи в Духовната академия „Свети Климент Охридски“ в София, която завършва в 1955 година.
Връща се в Бачковския манастир и през май 1956 г. е ръкоположен за йеромонах от игумена епископ Йона Агатоникийски. В манастира от 1943 г. до 1977 г. е клисар, свещопродавач, ключар, екскурзовод, уредник на музея, ръководител на стопанската дейност, ефимерий и заместник-игумен. На 4 април 1965 г. по решение на Светия синод е възведен в архимандритско достойнство от епископ Варлаам Стобийски.
От 6 май 1977 година архимандрит Наум е предстоятел на Българското църковно подворие при Московската патриаршия. Заема този пост до 1 юни 1982 година.
Връща се в България и на 1 юни 1982 година е назначен за игумен на Троянската света обител. На 28 ноември 1982 година в патриаршеската катедрала „Свети Александър Невски“ в София е ръкоположен в епископски сан с титлата „Агатоникийски".
На 15 юли 1986 година е назначен за игумен на Бачковския манастир и остава такъв до 15 януари 2004 година.
Умира на 31 март 2005 година.